# カルト山
カルト山（かるとやま）は、大分県玖珠郡玖珠町の湯布院盆地西方に位置する山である。標高1,034m。 

## 地質
約140万年-100万年前（第四紀更新世カラブリアン）に活動した成層火山である。黒雲母の産地であり、風化した黒雲母含有角閃石安山岩から大量の黒雲母が採取される。 